# Liste von Terroranschlägen im Jahr 1984
Die Liste von Terroranschlägen im Jahr 1984 enthält eine unvollständige Auswahl von Terroranschlägen, die im Jahr 1984 passierten. Attentate werden gesondert in der Liste bekannter Attentate behandelt. Die Liste von Sprengstoffanschlägen listet auch nichtterroristische Anschläge. Die Liste von Flugzeugentführungen enthält eine Liste mit meist terroristischem Hintergrund. Im Artikel Rechtsterrorismus werden weitere terroristische Anschläge aufgezählt.

## Erläuterung
In der Spalte Politische Ausrichtung ist die politische bzw. weltanschauliche Einordnung der Täter angegeben: faschistisch, rassistisch, nationalistisch, nationalsozialistisch, sozialistisch, kommunistisch, antiimperialistisch, islamistisch (schiitisch, sunnitisch, deobandisch, salafistisch, wahhabitisch), hinduistisch. Bei vorrangig auf staatliche Unabhängigkeit oder Autonomie zielender Ausrichtung ist autonomistisch vorangestellt, gefolgt von der Region oder der Volksgruppe und ggf. weiteren Merkmalen der Täter: armenisch, irisch (katholisch), kurdisch, tirolisch, tschetschenisch, dagestanisch, punjabisch (sikhistisch), palästinensisch.
Die Opferzahlen der Anschläge werden farbig dargestellt:

Die Zahl bei den Anschlägen getöteter/verletzter Täter ist in Klammern ( ) gesetzt.

## Januar
| Datum/Beginn    | Betroffenes Land | Anschlag                                           | Täter            | Politische Ausrichtung              | Mittel                                   | Ziel                      | Tote | Verletzte | Hintergrund                   |
| --------------- | ---------------- | -------------------------------------------------- | ---------------- | ----------------------------------- | ---------------------------------------- | ------------------------- | ---- | --------- | ----------------------------- |
| 01. Januar 1984 | Nicaragua        | Anschlag in Río San Juan                           | ARDE             |                                     | Automatische Schusswaffe(n)              | Militäreinheit            | 132  | 0         | Contra-Krieg                  |
| 08. Januar 1984 | Nicaragua        | Anschlag in San Juan de Cinco Pinos                | FDN              |                                     | Automatische Schusswaffe(n), Sprengstoff | Militäreinheit, Fahrzeuge | 65   | 0         | Contra-Krieg                  |
| 08. Januar 1984 | Nicaragua        | Anschlag in Zelaya                                 | FDN              |                                     | Automatische Schusswaffe(n)              | Militäreinheit            | 30   | 0         | Contra-Krieg                  |
| 09. Januar 1984 | Nicaragua        | Anschlag in Región Autónoma de la Costa Caribe Sur | FDN              |                                     | Automatische Schusswaffe(n)              | Militäreinheit            | 42   | 0         | Contra-Krieg                  |
| 09. Januar 1984 | Nicaragua        | Anschlag in Región Autónoma de la Costa Caribe Sur | ARDE             |                                     | Automatische Schusswaffe(n)              | Militär                   | 29   | 0         | Contra-Krieg                  |
| 14. Januar 1984 | USA              | Anschlag in Dover                                  | Army of God      | christlich-fundamentalistisch       | Molotowcocktail                          | Abtreibungsklinik         | 0    | 0         |                               |
| 17. Januar 1984 | Peru             | Anschlag in Ayacucho                               | Leuchtender Pfad | marxistisch-leninistisch-maoistisch | Automatische Schusswaffe(n)              | Dorf                      | 40   | 0         | Bewaffneter Konflikt in Peru  |
| 22. Januar 1984 | El Salvador      | Anschlag in San Salvador                           |                  |                                     | Granate(n)                               | Markt                     | 1    | 40        | Salvadorianischer Bürgerkrieg |

## Februar
| Datum/Beginn     | Betroffenes Land | Anschlag                                           | Täter                        | Politische Ausrichtung              | Mittel                                   | Ziel                      | Tote     | Verletzte | Hintergrund                           |
| ---------------- | ---------------- | -------------------------------------------------- | ---------------------------- | ----------------------------------- | ---------------------------------------- | ------------------------- | -------- | --------- | ------------------------------------- |
| 01. Februar 1984 | Nicaragua        | Anschlag in Región Autónoma de la Costa Caribe Sur | ARDE                         |                                     | Automatische Schusswaffe(n)              | Militäreinheit            | 22       | 0         | Contra-Krieg                          |
| 05. Februar 1984 | Nicaragua        | Anschlag in Región Autónoma de la Costa Caribe Sur | ARDE                         |                                     | Automatische Schusswaffe(n)              | Militäreinheit            | 43       | 0         | Contra-Krieg                          |
| 08. Februar 1984 | Peru             | Anschlag in Ancash                                 | Leuchtender Pfad             | marxistisch-leninistisch-maoistisch | Automatische Schusswaffe(n)              | Bauern                    | 27       | 0         | Bewaffneter Konflikt in Peru          |
| 08. Februar 1984 | El Salvador      | Anschlag in San Salvador                           | FMLN                         | marxistisch-leninistisch            | Automatische Schusswaffe(n), Mörser      | Militärposten             | 29       | 2         | Salvadorianischer Bürgerkrieg         |
| 10. Februar 1984 | El Salvador      | Anschlag in La Unión                               | FMLN                         | marxistisch-leninistisch            | Automatische Schusswaffe(n)              | Militäreinheit            | 22       | 14        | Salvadorianischer Bürgerkrieg         |
| 13. Februar 1984 | Sudan            | Anschlag nahe Heglig                               | Christliche Extremisten      |                                     | Granate(n)                               | Passagierdampfer          | 300      | 0         | Sezessionskrieg im Südsudan           |
| 17. Februar 1984 | USA              | Anschlag in Norfolk                                | Army of God                  | christlich-fundamentalistisch       | Rohrbombe                                | Klinik                    | 0        | 0         |                                       |
| 18. Februar 1984 | Nicaragua        | Anschlag in Región Autónoma de la Costa Caribe Sur | ARDE                         |                                     | Automatische Schusswaffe(n)              | Militäreinheit            | 36       | 0         | Contra-Krieg                          |
| 18. Februar 1984 | Nicaragua        | Anschlag in Región Autónoma de la Costa Caribe Sur | ARDE                         |                                     | Automatische Schusswaffe(n)              | Militäreinheit            | 45       | 0         | Contra-Krieg                          |
| 20. Februar 1984 | Uganda           | Anschlag in Masindi                                | National Resistance Movement | ugandisch-nationalistisch           |                                          | Stadt, Kaserne, Gefängnis | 223 (+5) | 0         |                                       |
| 20. Februar 1984 | El Salvador      | Anschlag in San Miguel                             | FMLN                         | marxistisch-leninistisch            | Automatische Schusswaffe(n)              | Militäreinheit            | 25       | 0         | Salvadorianischer Bürgerkrieg         |
| 27. Februar 1984 | El Salvador      | Anschlag in Chalatenango                           | FMLN                         | marxistisch-leninistisch            | Automatische Schusswaffe(n), Sprengstoff | Züge                      | 40       | 0         | Salvadorianischer Bürgerkrieg         |
| 28. Februar 1984 | USA              | Anschlag in College Park                           | Army of God                  | christlich-fundamentalistisch       | Brandstiftung                            | Abtreibungsklinik         | 0        | 0         |                                       |
| 28. Februar 1984 | Israel           | Anschlag in Jerusalem                              | PLO                          | palästinensisch-nationalistisch     | 2 Granaten                               | Bekleidungsgeschäft       | 0        | 21        | Israelisch-Palästinensischer Konflikt |
| 29. Februar 1984 | Indien           | Anschlag in Amritsar                               |                              |                                     | Sprengstoff                              | Hinduistische Prozession  | 3        | 35        |                                       |
| 29. Februar 1984 | Libanon          | Anschlag in Beirut                                 |                              |                                     | Autobombe                                |                           | 3        | 38        | Libanesischer Bürgerkrieg             |

## März
| Datum/Beginn  | Betroffenes Land       | Anschlag                                          | Täter                          | Politische Ausrichtung                                               | Mittel                      | Ziel                   | Tote | Verletzte | Hintergrund                       |
| ------------- | ---------------------- | ------------------------------------------------- | ------------------------------ | -------------------------------------------------------------------- | --------------------------- | ---------------------- | ---- | --------- | --------------------------------- |
| 03. März 1984 | Nicaragua              | Anschlag in Zelaya                                | Misurasata Indian Organization |                                                                      | Automatische Schusswaffe(n) | Dorf                   | 33   | 0         | Contra-Krieg                      |
| 04. März 1984 | El Salvador            | Anschlag in Ciudad Barrios                        | FMLN                           | marxistisch-leninistisch                                             | Automatische Schusswaffe(n) | Militäreinheit         | 45   | 0         | Salvadorianischer Bürgerkrieg     |
| 04. März 1984 | Italien                | Versuchter Anschlag in Castiglione delle Stiviere | Gruppe Ludwig                  | rechtsextremistisch, katholisch-fundamentalistisch                   | Brandstiftung               | Diskothek, Zivilisten  | 0    | 2         |                                   |
| 10. März 1984 | Tschad                 | Anschlag in N’Djamena                             | Idriss Miskine Group           |                                                                      | Sprengstoff                 | Flugzeug               | 0    | 25        |                                   |
| 10. März 1984 | Vereinigtes Königreich | Anschlag in London                                | Gaddafi-Loyalisten             |                                                                      | Sprengstoff                 | Lokal                  | 0    | 23        |                                   |
| 14. März 1984 | Kolumbien              | Anschlag in Florencia                             | M-19                           | bolivarianistisch, links-nationalistisch, revolutionär-sozialistisch | Schusswaffen                | Gefängnis              | 30   | 0         | Bewaffneter Konflikt in Kolumbien |
| 14. März 1984 | Nicaragua              | Anschlag in Nueva Segovia                         | FDN                            |                                                                      | Automatische Schusswaffe(n) | Militäreinheit         | 21   | 5         | Contra-Krieg                      |
| 14. März 1984 | Kolumbien              | Anschlag in Florencia                             | M-19                           | bolivarianistisch, links-nationalistisch, revolutionär-sozialistisch | Automatische Schusswaffe(n) | Bank                   | 32   | 50        | Bewaffneter Konflikt in Kolumbien |
| 15. März 1984 | El Salvador            | Anschlag in Cuscatlán                             | FMLN                           | marxistisch-leninistisch                                             | Automatische Schusswaffe(n) | Dorf                   | 39   | 0         | Salvadorianischer Bürgerkrieg     |
| 15. März 1984 | Indien                 | Anschlag in Imphal                                | vermutlich PLA                 | autonomistisch, maoistisch                                           |                             | Milizpatrouille        | 14   | 40        | Aufstand im Nordosten Indiens     |
| 19. März 1984 | Nicaragua              | Anschlag in Rivas                                 | FDN                            |                                                                      | Automatische Schusswaffe(n) | Militäreinheit         | 25   | 0         | Contra-Krieg                      |
| 20. März 1984 | Nicaragua              | Anschlag in Río San Juan                          | ARDE                           |                                                                      | Automatische Schusswaffe(n) | Militäreinheit         | 21   | 0         | Contra-Krieg                      |
| 26. März 1984 | El Salvador            | Anschlag in San Vicente                           | FMLN                           | marxistisch-leninistisch                                             | Automatische Schusswaffe(n) | Militäreinheit         | 29   | 7         | Salvadorianischer Bürgerkrieg     |
| 27. März 1984 | Zaire                  | Anschlag in Kinshasa                              |                                |                                                                      | Sprengstoff                 | Radio- und Fernsehbüro | 2    |           |                                   |

## April
| Datum/Beginn   | Betroffenes Land       | Anschlag                      | Täter            | Politische Ausrichtung | Mittel                                                      | Ziel                                                  | Tote   | Verletzte | Hintergrund                                 |
| -------------- | ---------------------- | ----------------------------- | ---------------- | --- | ----------------------------------------------------------- | ----------------------------------------------------- | ------ | --------- | ------------------------------------------- |
| 01. April 1984 | Indien                 | Anschlag in Punjab            |                  | | Sprengstoff                                                 | Religiöse Kongregation                                | 2      | 20        |                                             |
| 01. April 1984 | Costa Rica             | Anschlag in Alajuela          | FDN              | | Automatische Schusswaffe(n)                                 | Militäreinheit                                        | 21     | 15        |                                             |
| 01. April 1984 | Peru                   | Anschlag in Puno              | Leuchtender Pfad | marxistisch-leninistisch-maoistisch | Automatische Schusswaffe(n)                                 | Militäreinheit                                        | 40     | 0         | Bewaffneter Konflikt in Peru                |
| 02. April 1984 | Israel                 | Anschlag in Jerusalem         | DFLP             | palästinensisch-nationalistisch, maoistisch, antizionistisch, marxistisch-leninistisch, links-nationalistisch                             | Maschinengewehr(e), Granate(n)                              | Einkaufszentrum                                       | 0 (+1) | 48        | Israelisch-Palästinensischer Konflikt       |
| 03. April 1984 | Nicaragua              | Anschlag in Río San Juan      | ARDE             | | Automatische Schusswaffe(n)                                 | Militäreinheit                                        | 30     | 0         | Contra-Krieg                                |
| 03. April 1984 | Südafrika              | Anschlag in Durban            |                  | | Autobombe                                                   | Regierungsgebäude                                     | 3      | 20        |                                             |
| 05. April 1984 | El Salvador            | Anschlag in Ciudad Barrios    | FMLN             | marxistisch-leninistisch | Automatische Schusswaffe(n)                                 | Militäreinheit                                        | 60     | 50        | Salvadorianischer Bürgerkrieg               |
| 09. April 1984 | Mosambik               | Anschlag nahe Maputo          |                  | | Landmine                                                    | Passagierzug                                          | 1      | 31        | Mosambikanischer Bürgerkrieg                |
| 09. April 1984 | Peru                   | Anschlag in Moyobamba         | Leuchtender Pfad | marxistisch-leninistisch-maoistisch | Automatische Schusswaffe(n)                                 | Militäreinheit                                        | 20     | 0         | Bewaffneter Konflikt in Peru                |
| 12. April 1984 | Israel                 | Anschlag in Tel Aviv-Jaffa    | PFLP             | autonomistisch, palästinensisch-nationalistisch, arabisch-nationalistisch, marxistisch-leninistisch, antiimperialistisch, antizionistisch | Geiselnahme                                                 | Bus                                                   | 1 (+4) | 8         | Israelisch-Palästinensischer Konflikt       |
| 13. April 1984 | Peru                   | Anschlag in Huancavelica      | Leuchtender Pfad | marxistisch-leninistisch-maoistisch | Automatische Schusswaffe(n), Maschinenpistole(n)            | Dorf                                                  | 20     | 0         | Bewaffneter Konflikt in Peru                |
| 16. April 1984 | El Salvador            | Anschlag in San Vicente       | FMLN             | marxistisch-leninistisch | Automatische Schusswaffe(n), Rakete(n)                      | Militäreinheit                                        | 37     | 0         | Salvadorianischer Bürgerkrieg               |
| 17. April 1984 | Vereinigtes Königreich | Anschlag in London            |                  | | Maschinenpistole(n)                                         | Libysche Demonstranten, Polizisten                    | 1      | 11        |                                             |
| 19. April 1984 | Angola                 | Anschlag in Huambo            | UNITA            | nationalistisch, christlich-demokratisch, konservativ                                                                                     | Sprengstoff                                                 | Kasernen, sowjetische und kubanische Militäroffiziere | 30     | 70        | Bürgerkrieg in Angola                       |
| 20. April 1984 | Vereinigtes Königreich | Anschlag in London            |                  | | Sprengsatz                                                  | Flughafen London Heathrow                             | 0      | 22        |                                             |
| 20. April 1984 | Peru                   | Anschlag in Ancash            | Leuchtender Pfad | marxistisch-leninistisch-maoistisch | Automatische Schusswaffe(n), Maschinenpistole(n), Exekution | Dorf                                                  | 32     |           | Bewaffneter Konflikt in Peru                |
| 21. April 1984 | El Salvador            | Anschlag in San Vicente       | FMLN             | marxistisch-leninistisch | Automatische Schusswaffe(n)                                 | Militärkonvoi                                         | 38     | 15        | Salvadorianischer Bürgerkrieg               |
| 21. April 1984 | Mosambik               | Anschlag in Tete              |                  | | Schusswaffen, Brandstiftung                                 | Lastwagen                                             | 37     | 19        | Mosambikanischer Bürgerkrieg                |
| 26. April 1984 | Deutschland            | Anschlag in Frankfurt am Main |                  | | Tränengas                                                   | Iranisches Airline-Büro                               | 0      | 2         |                                             |
| 29. April 1984 | Chile                  | Anschlag in Santiago de Chile | FPMR             | marxistisch-leninistisch, links-nationalistisch                                                                                           | Sprengsatz                                                  | U-Bahn-Zug                                            | 0      | 20        | Bewaffneter Widerstand in Chile (1973–1990) |

## Mai
| Datum/Beginn | Betroffenes Land       | Anschlag                                             | Täter                                                      | Politische Ausrichtung                            | Mittel                                     | Ziel               | Tote | Verletzte | Hintergrund                           |
| ------------ | ---------------------- | ---------------------------------------------------- | ---------------------------------------------------------- | ------------------------------------------------- | ------------------------------------------ | ------------------ | ---- | --------- | ------------------------------------- |
| 03. Mai 1984 | Frankreich Armenien    | Bombenanschlag auf das Alfortville-Völkermordmahnmal | Abdullah Çatlı (Graue Wölfe, Nationaler Nachrichtendienst) | nationalistisch                                   | Sprengstoff                                | Denkmal            | 0    | 13        |                                       |
| 03. Mai 1984 | El Salvador            | Anschlag in Cabañas                                  | FMLN                                                       | marxistisch-leninistisch                          | Automatische Schusswaffe(n)                | Militäreinheit     | 40   | 0         | Salvadorianischer Bürgerkrieg         |
| 09. Mai 1984 | Peru                   | Anschlag in Tacna                                    | Leuchtender Pfad                                           | marxistisch-leninistisch-maoistisch               | Messer, Gewehre                            | Dorf               | 21   | 45        | Bewaffneter Konflikt in Peru          |
| 14. Mai 1984 | Griechenland           | Anschlag in Athen                                    | vermutlich Abu Nidal Organisation                          | autonomistisch-palästinensisch                    | Sprengstoff                                | Geschäft           | 0    | 80        | Israelisch-Palästinensischer Konflikt |
| 15. Mai 1984 | Peru                   | Anschlag in Ancash                                   | Leuchtender Pfad                                           | marxistisch-leninistisch-maoistisch               | Automatische Schusswaffe(n), Stichwaffe(n) | Dorf               | 35   | 25        | Bewaffneter Konflikt in Peru          |
| 18. Mai 1984 | Vereinigtes Königreich | Anschlag in Enniskillen                              | IRA                                                        | autonomistisch, irisch-republikanisch, katholisch | Autobombe                                  | Britische Soldaten | 2    | 11        | Nordirlandkonflikt                    |
| 19. Mai 1984 | Nicaragua              | Anschlag in Madriz                                   | FDN                                                        |                                                   | Automatische Schusswaffe(n)                | Dorf               | 88   | 0         | Contra-Krieg                          |
| 25. Mai 1984 | DDR                    | Anschlag in Magdeburg                                | Neonazis                                                   | neonazistisch                                     |                                            | Syrischer Zivilist | 0    | 1         |                                       |
| 30. Mai 1984 | Luxemburg              | Anschlag in Beidweiler                               |                                                            |                                                   | Sprengstoff                                | Strommast          | 0    | 1         | Bombenlegeraffäre                     |

## Juni
| Datum/Beginn  | Betroffenes Land | Anschlag                                           | Täter                   | Politische Ausrichtung              | Mittel                                   | Ziel           | Tote | Verletzte | Hintergrund                  |
| ------------- | ---------------- | -------------------------------------------------- | ----------------------- | ----------------------------------- | ---------------------------------------- | -------------- | ---- | --------- | ---------------------------- |
| 01. Juni 1984 | Nicaragua        | Anschlag in Ocotal                                 | FDN                     |                                     | Automatische Schusswaffe(n)              | Stadt          | 38   | 0         | Contra-Krieg                 |
| 03. Juni 1984 | Peru             | Anschlag in Cusco                                  | Leuchtender Pfad        | marxistisch-leninistisch-maoistisch | Automatische Schusswaffe(n)              | Militäreinheit | 46   | 0         | Bewaffneter Konflikt in Peru |
| 08. Juni 1984 | Peru             | Anschlag in Huancavelica                           | Leuchtender Pfad        | marxistisch-leninistisch-maoistisch | Automatische Schusswaffe(n)              | Markt          | 21   | 0         | Bewaffneter Konflikt in Peru |
| 11. Juni 1984 | Sri Lanka        | Anschlag nahe Trincomalee                          | Tamilische Separatisten | autonomistisch                      | Sprengstoff                              | Fahrzeuge      | 18   | 73        | Bürgerkrieg in Sri Lanka     |
| 14. Juni 1984 | Peru             | Anschlag in Ayacucho                               | Leuchtender Pfad        | marxistisch-leninistisch-maoistisch | Automatische Schusswaffe(n)              | Dorf           | 20   | 0         | Bewaffneter Konflikt in Peru |
| 15. Juni 1984 | Indien           | Anschlag in Tezpur                                 |                         |                                     | Sprengstoff                              | Kino           | 1    | 21        |                              |
| 18. Juni 1984 | Nicaragua        | Anschlag in Región Autónoma de la Costa Caribe Sur | ARDE                    |                                     | Automatische Schusswaffe(n)              | Militäreinheit | 110  | 0         | Contra-Krieg                 |
| 23. Juni 1984 | Peru             | Anschlag in Ayacucho                               | Leuchtender Pfad        | marxistisch-leninistisch-maoistisch |                                          | Dorf           | 20   | 0         | Bewaffneter Konflikt in Peru |
| 24. Juni 1984 | Peru             | Anschlag in Ayacucho                               | Leuchtender Pfad        | marxistisch-leninistisch-maoistisch | Automatische Schusswaffe(n), Sprengstoff | Polizeiposten  | 16   | 28        | Bewaffneter Konflikt in Peru |
| 25. Juni 1984 | Peru             | Anschlag in Tacna                                  | Leuchtender Pfad        | marxistisch-leninistisch-maoistisch | Automatische Schusswaffe(n)              | Dorf           | 54   | 0         | Bewaffneter Konflikt in Peru |
| 27. Juni 1984 | Indien           | Anschlag in Assam                                  |                         |                                     | Sprengstoff                              |                |      | 21        |                              |

## Juli
| Datum/Beginn  | Betroffenes Land | Anschlag                                           | Täter                       | Politische Ausrichtung                                | Mittel                             | Ziel                                 | Tote  | Verletzte | Hintergrund                   |
| ------------- | ---------------- | -------------------------------------------------- | --------------------------- | ----------------------------------------------------- | ---------------------------------- | ------------------------------------ | ----- | --------- | ----------------------------- |
| 02. Juli 1984 | Nicaragua        | Anschlag in Región Autónoma de la Costa Caribe Sur | FDN                         |                                                       | Automatische Schusswaffe(n)        | Dorf                                 | 51    | 0         | Contra-Krieg                  |
| 04. Juli 1984 | USA              | Anschlag in Washington                             | Army of God                 | christlich-fundamentalistisch                         | Sprengkörper                       | National Abortion Federation-Gebäude | 0     | 0         |                               |
| 05. Juli 1984 | Peru             | Anschlag in Arequipa                               | Leuchtender Pfad            | marxistisch-leninistisch-maoistisch                   | Machete(n), Gewehr(e), Speere      | Dorf                                 | 27    | 7         | Bewaffneter Konflikt in Peru  |
| 06. Juli 1984 | Irak             | Anschlag in Bagdad                                 | Rebellen                    |                                                       | Autobombe                          | Hauptsitz der irakischen Volksarmee  | 12+   | 20+       | Erster Golfkrieg              |
| 07. Juli 1984 | USA              | Anschlag in Annapolis                              | Army of God                 | christlich-fundamentalistisch                         | Sprengkörper                       | Planned-Parenthood-Gebäude           | 0     | 0         |                               |
| 07. Juli 1984 | Nicaragua        | Anschlag in Región Autónoma de la Costa Caribe Sur | FDN                         |                                                       | Automatische Schusswaffe(n)        | Dorf                                 | 180   | 0         | Contra-Krieg                  |
| 07. Juli 1984 | Peru             | Anschlag in Ayacucho                               | Leuchtender Pfad            | marxistisch-leninistisch-maoistisch                   | Machete(n), Gewehr(e), Sprengstoff | Dorf                                 | 36    | 0         | Bewaffneter Konflikt in Peru  |
| 11. Juli 1984 | Peru             | Anschlag in Ayacucho                               | Leuchtender Pfad            | marxistisch-leninistisch-maoistisch                   | Schusswaffe                        | Bauern                               | 20    | 0         | Bewaffneter Konflikt in Peru  |
| 11. Juli 1984 | Peru             | Anschlag in Ayacucho                               | Leuchtender Pfad            | marxistisch-leninistisch-maoistisch                   | Automatische Schusswaffe(n)        | Dorf                                 | 25    | 0         | Bewaffneter Konflikt in Peru  |
| 12. Juli 1984 | Südafrika        | Anschlag in Durban                                 |                             |                                                       | Autobombe                          | Industriegebiet                      | 5     | 27        |                               |
| 14. Juli 1984 | El Salvador      | Anschlag in Chalatenango                           | FMLN                        | marxistisch-leninistisch                              | Sprengstoff, Automatische Gewehre  | Güterzug, Polizisten                 | 31    | 4         | Salvadorianischer Bürgerkrieg |
| 15. Juli 1984 | Angola           | Anschlag in Cabinda                                | UNITA                       | nationalistisch, christlich-demokratisch, konservativ | Sprengsatz                         |                                      | 10–22 | 55        | Bürgerkrieg in Angola         |
| 15. Juli 1984 | Peru             | Anschlag in Ayacucho                               | Leuchtender Pfad            | marxistisch-leninistisch-maoistisch                   |                                    | Dorf                                 | 100   | 0         | Bewaffneter Konflikt in Peru  |
| 16. Juli 1984 | Peru             | Anschlag in Ayacucho                               | Leuchtender Pfad            | marxistisch-leninistisch-maoistisch                   |                                    | Bauern                               | 20    | 0         | Bewaffneter Konflikt in Peru  |
| 20. Juli 1984 | Peru             | Anschlag in Ayacucho                               | Leuchtender Pfad            | marxistisch-leninistisch-maoistisch                   | Automatische Schusswaffe(n)        | Dorf                                 | 30    | 0         | Bewaffneter Konflikt in Peru  |
| 22. Juli 1984 | Nicaragua        | Anschlag in Río San Juan                           | FDN                         |                                                       | Automatische Schusswaffe(n)        | Militäreinheit                       | 21    | 16        | Contra-Krieg                  |
| 25. Juli 1984 | Nicaragua        | Anschlag in Matagalpa                              | FDN                         |                                                       | Automatische Schusswaffe(n)        | Militäreinheit                       | 40    | 0         | Contra-Krieg                  |
| 27. Juli 1984 | Peru             | Anschlag in Lima                                   | Leuchtender Pfad            | marxistisch-leninistisch-maoistisch                   |                                    | Polizeiposten                        | 22    | 15        | Bewaffneter Konflikt in Peru  |
| 28. Juli 1984 | Pakistan         | Anschlag in Khyber Pakhtunkhwa                     |                             |                                                       | Sprengstoff                        | Grenzstadt                           | 6     | 29        |                               |
| 28. Juli 1984 | Pakistan         | Anschlag in Peschawar                              |                             |                                                       | Autobombe                          | Hauptquartier afghanischer Rebellen  | 6     | 20        |                               |
| 29. Juli 1984 | Peru             | Anschlag in Huamanga                               | Leuchtender Pfad            | marxistisch-leninistisch-maoistisch                   | Automatische Schusswaffe(n)        | Polizeieinheit                       | 19    | 25        | Bewaffneter Konflikt in Peru  |
| 29. Juli 1984 | Peru             | Anschlag in Santa Rosa                             | vermutlich Leuchtender Pfad | marxistisch-leninistisch-maoistisch                   | Schusswaffen                       | Kirche                               | 20    | 40        | Bewaffneter Konflikt in Peru  |
| 30. Juli 1984 | El Salvador      | Anschlag in La Libertad                            | FMLN                        | marxistisch-leninistisch                              | Automatische Schusswaffe(n)        | Zivilschutzposten                    | 51    | 12        | Salvadorianischer Bürgerkrieg |

## August
| Datum/Beginn    | Betroffenes Land | Anschlag                           | Täter            | Politische Ausrichtung                                                                         | Mittel                                   | Ziel           | Tote | Verletzte | Hintergrund                       |
| --------------- | ---------------- | ---------------------------------- | ---------------- | ---------------------------------------------------------------------------------------------- | ---------------------------------------- | -------------- | ---- | --------- | --------------------------------- |
| 03. August 1984 | Indien           | Anschlag in Chennai                | LTTE             | autonomistisch, tamilisch-sozialistisch                                                        | Sprengsatz                               | Flughafen      | 33   | 27        | Bürgerkrieg in Sri Lanka          |
| 08. August 1984 | Peru             | Anschläge in Ayacucho              | Leuchtender Pfad | marxistisch-leninistisch-maoistisch                                                            | Automatische Schusswaffen, Messer        | Dörfer         | 51   | 0         | Bewaffneter Konflikt in Peru      |
| 09. August 1984 | Libanon          | Anschlag in Beirut                 |                  |                                                                                                | Sprengstoff                              | Gemüsemarkt    | 3    | 20        | Libanesischer Bürgerkrieg         |
| 11. August 1984 | Peru             | Anschlag in Ayacucho               | Leuchtender Pfad | marxistisch-leninistisch-maoistisch                                                            |                                          | Milizionäre    | 26   | 0         | Bewaffneter Konflikt in Peru      |
| 11. August 1984 | Kolumbien        | Anschlag in Yumbo                  | M-19, FARC       | bolivarianistisch, links-nationalistisch, revolutionär-sozialistisch, marxistisch-leninistisch | Automatische Schusswaffe(n), Sprengstoff | Stadt          | 17   | 22        | Bewaffneter Konflikt in Kolumbien |
| 14. August 1984 | El Salvador      | Anschlag in Santiago de María      | FMLN             | marxistisch-leninistisch                                                                       | Automatische Schusswaffe(n)              | Militäreinheit | 12   | 20        | Salvadorianischer Bürgerkrieg     |
| 14. August 1984 | Peru             | Anschlag in Huaylas                | Leuchtender Pfad | marxistisch-leninistisch-maoistisch                                                            | Automatische Schusswaffe(n)              | Militäreinheit | 25   | 0         | Bewaffneter Konflikt in Peru      |
| 20. August 1984 | Nicaragua        | Anschlag in Zelaya                 | FDN              |                                                                                                | Automatische Schusswaffe(n)              | Militäreinheit | 250  | 0         | Contra-Krieg                      |
| 21. August 1984 | El Salvador      | Anschlag in La Paz                 | FMLN             | marxistisch-leninistisch                                                                       |                                          | Militäreinheit | 5    | 25        | Salvadorianischer Bürgerkrieg     |
| 22. August 1984 | Kolumbien        | Anschlag im Departamento de Arauca | ELN              | marxistisch-leninistisch                                                                       | Automatische Schusswaffe(n)              | Polizeieinheit | 11   | 25        | Bewaffneter Konflikt in Kolumbien |
| 23. August 1984 | Iran             | Anschlag in Teheran                | Mujahadin Khalq  |                                                                                                | Sprengstoff                              | Bahnhof        | 18   | 300       | Erster Golfkrieg                  |
| 27. August 1984 | Peru             | Anschlag in Ancash                 | Leuchtender Pfad | marxistisch-leninistisch-maoistisch                                                            | Automatische Schusswaffe(n)              | Dorf           | 40   | 14        | Bewaffneter Konflikt in Peru      |
| 28. August 1984 | Nicaragua        | Anschlag in Matagalpa              | FDN              |                                                                                                | Automatische Schusswaffe(n)              | Militäreinheit | 30   | 0         | Contra-Krieg                      |
| 29. August 1984 | USA              | Anschlag in The Dalles             | Bhagwan-Bewegung | religiös                                                                                       | Salmonellen                              | 10 Salatbars   | 0    | 751       |                                   |

## September
| Datum/Beginn       | Betroffenes Land       | Anschlag                                             | Täter                            | Politische Ausrichtung                                                                       | Mittel                                     | Ziel              | Tote    | Verletzte | Hintergrund                   |
| ------------------ | ---------------------- | ---------------------------------------------------- | -------------------------------- | -------------------------------------------------------------------------------------------- | ------------------------------------------ | ----------------- | ------- | --------- | ----------------------------- |
| 01. September 1984 | Nicaragua              | Anschlag in Nueva Segovia                            | FDN                              |                                                                                              | Automatische Schusswaffe(n)                | Militärschule     | 23      | 0         | Contra-Krieg                  |
| 01. September 1984 | Nicaragua              | Anschlag in Chinandega                               | FDN                              |                                                                                              | Automatische Schusswaffe(n)                | Militäreinheit    | 50      | 0         | Contra-Krieg                  |
| 02. September 1984 | Nicaragua              | Anschlag in Región Autónoma de la Costa Caribe Norte | Misurasata Indian Organization   |                                                                                              | Automatische Schusswaffe(n)                | Militärfahrzeuge  | 48      | 0         | Contra-Krieg                  |
| 03. September 1984 | El Salvador            | Anschlag in Chalatenango                             | FMLN                             | marxistisch-leninistisch                                                                     | Automatische Schusswaffe(n)                | Militäreinheit    | 28      | 50        | Salvadorianischer Bürgerkrieg |
| 03. September 1984 | Peru                   | Anschlag in Apurímac                                 | Leuchtender Pfad                 | marxistisch-leninistisch-maoistisch                                                          | Automatische Schusswaffe(n)                | Militäreinheit    | 22      | 0         | Bewaffneter Konflikt in Peru  |
| 03. September 1984 | Peru                   | Anschlag in Ayacucho                                 | Leuchtender Pfad                 | marxistisch-leninistisch-maoistisch                                                          | Automatische Schusswaffe(n), Brandstiftung | Dorf              | 50      | 0         | Bewaffneter Konflikt in Peru  |
| 04. September 1984 | Vereinigtes Königreich | Anschlag in Newry                                    | IRA                              | autonomistisch, irisch-republikanisch, katholisch                                            | Autobombe                                  | Bahnhof           | 0       | 71        | Nordirlandkonflikt            |
| 05. September 1984 | Indien                 | Anschlag in Tripura                                  | Tripura National Volunteer Force | autonomistisch, tripura-nationalistisch                                                      | Messer                                     | Bus               | 3       | 25        | Tripura-Konflikt              |
| 09. September 1984 | USA                    | Anschlag in The Dalles                               | Bhagwan-Bewegung                 | religiös                                                                                     | Salmonellen                                | Restaurants       | 0       | 25        |                               |
| 11. September 1984 | Nicaragua              | Anschlag in Zelaya                                   | FDN                              |                                                                                              | Automatische Schusswaffe(n), Sprengstoff   | Wasserkraftwerk   | 46      | 0         | Contra-Krieg                  |
| 11. September 1984 | Nicaragua              | Anschlag in Nueva Segovia                            | Misurasata Indian Organization   |                                                                                              | Automatische Schusswaffe(n)                | Militärstützpunkt | 20      | 0         | Contra-Krieg                  |
| 13. September 1984 | Peru                   | Anschlag in Ayacucho                                 | Leuchtender Pfad                 | marxistisch-leninistisch-maoistisch                                                          | Automatische Schusswaffe(n)                | Militäreinheit    | 34      | 0         | Bewaffneter Konflikt in Peru  |
| 16. September 1984 | Nicaragua              | Anschlag in Wiwilí                                   | FDN                              |                                                                                              | Automatische Schusswaffe(n)                | Militäreinheit    | 93      | 0         | Contra-Krieg                  |
| 20. September 1984 | Libanon                | Anschlag in Beirut                                   | Hisbollah                        | islamisch-nationalistisch, antizionistisch, antiimperialistisch, antiwestlich, antisemitisch | Selbstmordattentäter mit Autobombe         | US-Botschaft      | 23 (+1) | 68        | Libanesischer Bürgerkrieg     |
| 25. September 1984 | Peru                   | Anschlag in Ayacucho                                 | Leuchtender Pfad                 | marxistisch-leninistisch-maoistisch                                                          | Automatische Schusswaffe(n)                | Militäreinheit    | 20      | 0         | Bewaffneter Konflikt in Peru  |
| 26. September 1984 | Peru                   | Anschlag in Ayacucho                                 | Leuchtender Pfad                 | marxistisch-leninistisch-maoistisch                                                          | Automatische Schusswaffe(n)                | Militäreinheit    | 30      | 0         | Bewaffneter Konflikt in Peru  |

## Oktober
| Datum/Beginn     | Betroffenes Land | Anschlag                                             | Täter                          | Politische Ausrichtung              | Mittel                      | Ziel                     | Tote | Verletzte | Hintergrund                  |
| ---------------- | ---------------- | ---------------------------------------------------- | ------------------------------ | ----------------------------------- | --------------------------- | ------------------------ | ---- | --------- | ---------------------------- |
| 08. Oktober 1984 | Peru             | Anschlag in Chimbote                                 | Leuchtender Pfad               | marxistisch-leninistisch-maoistisch | Sprengstoff                 | Wohngebäude              | 4    | 40        | Bewaffneter Konflikt in Peru |
| 19. Oktober 1984 | Äthiopien        | Anschlag in Lalibela                                 | TPLF                           | marxistisch-leninistisch            |                             | Stadt                    | 200  | 200       | Äthiopischer Bürgerkrieg     |
| 23. Oktober 1984 | Nicaragua        | Anschlag in Madriz                                   | FDN                            |                                     | Automatische Schusswaffe(n) | Militäreinheit           | 35   | 0         | Contra-Krieg                 |
| 23. Oktober 1984 | Nicaragua        | Anschlag in Managua                                  | FDN                            |                                     | Automatische Schusswaffe(n) | Militäreinheit           | 23   | 18        | Contra-Krieg                 |
| 26. Oktober 1984 | Nicaragua        | Anschlag in Rivas                                    | FDN                            |                                     | Automatische Schusswaffe(n) | Militärausbildungsschule | 80   | 0         | Contra-Krieg                 |
| 30. Oktober 1984 | Nicaragua        | Anschlag in Región Autónoma de la Costa Caribe Norte | Misurasata Indian Organization |                                     | Automatische Schusswaffe(n) |                          | 21   | 0         | Contra-Krieg                 |

## November
| Datum/Beginn      | Betroffenes Land | Anschlag                                             | Täter                  | Politische Ausrichtung                  | Mittel                                               | Ziel                                | Tote     | Verletzte | Hintergrund                     |
| ----------------- | ---------------- | ---------------------------------------------------- | ---------------------- | --------------------------------------- | ---------------------------------------------------- | ----------------------------------- | -------- | --------- | ------------------------------- |
| 03. November 1984 | USA              | Anschlag in Washington                               | Army of God            | christlich-fundamentalistisch           | Sprengsatz                                           | American-Civil-Liberties-Union-Büro | 0        | 0         |                                 |
| 03. November 1984 | Chile            | Anschlag in Valparaíso                               |                        |                                         | Sprengsatz                                           | Bereitschaftspolizisten in Bus      | 4        | 11        | Bewaffneter Widerstand in Chile |
| 03. November 1984 | Philippinen      | Anschlag in Lianga                                   |                        |                                         | Automatische Schusswaffen, Granaten, Molotowcocktail | Polizeiposten                       | 58       | 21        |                                 |
| 05. November 1984 | Nicaragua        | Anschlag in Región Autónoma de la Costa Caribe Norte | ARDE                   |                                         | Automatische Schusswaffe(n)                          | Militäreinheit                      | 111      | 19        | Contra-Krieg                    |
| 06. November 1984 | Nicaragua        | Anschlag in Nueva Segovia                            | FDN                    |                                         | Automatische Schusswaffe(n)                          | Militäreinheit                      | 32       | 0         | Contra-Krieg                    |
| 09. November 1984 | Sri Lanka        | Anschlag in Jaffna                                   |                        |                                         | Schusswaffe(n), Sprengsatz                           | Militärpatrouille                   | 0 (+5)   | 34        | Bürgerkrieg in Sri Lanka        |
| 09. November 1984 | El Salvador      | Anschlag in Suchitoto                                | FMLN                   | marxistisch-leninistisch                | Automatische Schusswaffe(n)                          | Stadt                               | 80       | 32        | Salvadorianischer Bürgerkrieg   |
| 10. November 1984 | Nicaragua        | Anschlag in Matagalpa                                | FDN                    |                                         | Automatische Schusswaffe(n)                          | Militäreinheit                      | 30       | 0         | Contra-Krieg                    |
| 11. November 1984 | Nicaragua        | Anschlag in Rivas                                    | ARDE                   |                                         | Automatische Schusswaffe(n)                          | Militärstützpunkt                   | 63       | 0         | Contra-Krieg                    |
| 13. November 1984 | Peru             | Anschlag in Lima                                     | Leuchtender Pfad       | marxistisch-leninistisch-maoistisch     | Automatische Schusswaffe(n)                          | Dorf                                | 20       | 0         | Bewaffneter Konflikt in Peru    |
| 13. November 1984 | El Salvador      | Anschlag in Usulután                                 | FMLN                   | marxistisch-leninistisch                | Automatische Schusswaffe(n)                          | Militäreinheit                      | 25       | 0         | Salvadorianischer Bürgerkrieg   |
| 17. November 1984 | Peru             | Anschlag in Monzón                                   | Leuchtender Pfad       | marxistisch-leninistisch-maoistisch     | Automatische Schusswaffe(n)                          | Regierungsarbeiter                  | 20       | 0         | Bewaffneter Konflikt in Peru    |
| 19. November 1984 | USA              | Anschlag in Maryland                                 | Army of God            | christlich-fundamentalistisch           | Rohrbombe                                            | Abtreibungsklinik                   | 0        | 0         |                                 |
| 19. November 1984 | USA              | Anschlag in Rockville                                | Army of God            | christlich-fundamentalistisch           | 2 Sprengsätze                                        | Abtreibungsklinik                   | 0        | 0         |                                 |
| 20. November 1984 | Sri Lanka        | Anschlag in Chavakacheri                             | Tamilische Extremisten |                                         | Automatische Schusswaffe(n), Sprengstoff             | Polizeigebäude                      | 29       | 0         | Bürgerkrieg in Sri Lanka        |
| 30. November 1984 | Sri Lanka        | Kent- und Dollar-Farm-Massaker                       | LTTE                   | autonomistisch, tamilisch-sozialistisch | Gewehre, Maschinenpistolen, Granaten                 | 2 Dörfer                            | 80 (+68) | 34        | Bürgerkrieg in Sri Lanka        |

## Dezember
| Datum/Beginn      | Betroffenes Land | Anschlag                          | Täter                  | Politische Ausrichtung                                                        | Mittel                                 | Ziel           | Tote | Verletzte | Hintergrund                     |
| ----------------- | ---------------- | --------------------------------- | ---------------------- | ----------------------------------------------------------------------------- | -------------------------------------- | -------------- | ---- | --------- | ------------------------------- |
| 01. Dezember 1984 | Sri Lanka        | Anschlag in Mullaitivu            | Tamilische Extremisten |                                                                               |                                        | Dörfer         | 67   | 0         | Bürgerkrieg in Sri Lanka        |
| 03. Dezember 1984 | Nicaragua        | Anschlag in Madriz                | FDN                    |                                                                               | Automatische Schusswaffe(n), Rakete(n) | Lkw            | 29   | 0         | Contra-Krieg                    |
| 03. Dezember 1984 | Nicaragua        | Anschlag in La Trinidad           | FDN                    |                                                                               | Automatische Schusswaffe(n)            | Militäreinheit | 35   | 0         | Contra-Krieg                    |
| 05. Dezember 1984 | Nicaragua        | Anschlag in San Juan de Nicaragua | ARDE                   |                                                                               | Automatische Schusswaffe(n)            | Militäreinheit | 22   | 13        | Contra-Krieg                    |
| 11. Dezember 1984 | Chile            | Anschlag in Santiago de Chile     |                        |                                                                               | Sprengstoff                            | Börse          | 0    | 21        | Bewaffneter Widerstand in Chile |
| 18. Dezember 1984 | Chile            | Anschlag in O’Higgins             |                        |                                                                               | Sprengsatz                             |                | 0    | 12        | Bewaffneter Widerstand in Chile |
| 24. Dezember 1984 | USA              | Anschlag in Maryland              | Army of God            | christlich-fundamentalistisch                                                 | Sprengsatz                             | Bürogebäude    | 0    | 0         |                                 |
| 25. Dezember 1984 | Iran             | Anschlag in Teheran               |                        |                                                                               | Autobombe                              | Hotel          | 6    | 50        |                                 |
| 27. Dezember 1984 | Peru             | Anschlag in Tacna                 | Leuchtender Pfad       | marxistisch-leninistisch-maoistisch                                           | Automatische Schusswaffe(n)            | Dorf           | 50   | 0         | Bewaffneter Konflikt in Peru    |
| 29. Dezember 1984 | Angola           | Anschlag in Uíge                  | UNITA                  | konservativ, angolanisch-nationalistisch, christlich-demokratisch, maoistisch |                                        | Dorf           | 130  | 0         | Bürgerkrieg in Angola           |